# Climat du Calvados
Le climat du Calvados est très différent selon les endroits où l'on se situe, ainsi, à une quinzaine de kilomètres des côtes, la ville de Caen par exemple, l'influence de la marée est grande. Le climat y est plutôt doux, plus doux qu'au cœur de l'Orne. Les nuages vont et viennent avec la marée, alors que près des confins du Calvados et de l'Orne, au sud, le climat est un peu plus rude, plus froid dans les périodes hivernales, plus chaud dans les périodes estivales.[réf. nécessaire]

## Climat à Caen
Caen bénéficie d’un climat océanique, avec des saisons humides et tempérées. Le taux d’humidité s’élève à 83 %.
Les températures caennaises ne sont jamais excessives du fait de la proximité avec la mer. Cette proximité maritime permet d'un côté d'adoucir les hivers rudes et de l'autre de rafraîchir les étés qui seraient chauds, grâce à la présence de la brise, vent marin qui rafraîchit les terres dès que la température sur ces dernières devient largement supérieure à celle de l'eau.
Par ailleurs, la pluviosité varie en fonction de l'altitude et de la géographie. En effet, il pleut moins sur une région de plaine que dans une région bocagère ; ceci explique ainsi l'absence d'une grande pluviométrie à Caen étant donné que l'agglomération est construite sur la plaine (plaine de Caen). En outre, les régions côtières sont généralement moins arrosées qu'à l'intérieur du pays (relief moindre) et sont aussi plus ensoleillées.
| Mois                                             | jan.          | fév.          | mars         | avril        | mai          | juin         | jui.         | août         | sep.         | oct.         | nov.         | déc.         | année      |
| ------------------------------------------------ | ------------- | ------------- | ------------ | ------------ | ------------ | ------------ | ------------ | ------------ | ------------ | ------------ | ------------ | ------------ | ---------- |
| Température minimale moyenne (°C)                | 2,9           | 2,8           | 4,2          | 5,5          | 8,5          | 11,2         | 13,1         | 13,3         | 11,1         | 8,8          | 5,6          | 3,3          | 7,5        |
| Température moyenne (°C)                         | 5,6           | 5,9           | 8            | 10           | 13           | 15,9         | 18           | 18,3         | 15,8         | 12,5         | 8,7          | 6,1          | 11,5       |
| Température maximale moyenne (°C)                | 8,3           | 9,1           | 11,7         | 14,4         | 17,4         | 20,5         | 22,9         | 23,2         | 20,4         | 16,2         | 11,8         | 8,8          | 15,4       |
| Record de froid (°C) date du record              | −19,6 08.1985 | −16,5 03.1956 | −7,4 03.1965 | −5,7 11.1978 | −0,8 14.2010 | 1 02.1962    | 4,7 07.1962  | 4 28.1974    | 1,8 22.1948  | −3,7 30.1997 | −6,8 26.1989 | −11 26.1948  | −19,6 1985 |
| Record de chaleur (°C) date du record            | 16,8 01.2022  | 20,8 28.1960  | 24,9 30.2021 | 26,6 21.2018 | 30,4 25.1953 | 35,2 29.2019 | 40,1 18.2022 | 38,9 05.2003 | 33,5 02.1961 | 28,9 01.2011 | 21,6 01.2015 | 17,3 31.2022 | 40,1 2022  |
| Ensoleillement (h)                               | 70,5          | 90,2          | 130          | 179,1        | 203,4        | 212,6        | 218,5        | 204,8        | 170,9        | 117,1        | 81,9         | 67,2         | 1 745,9    |
| Précipitations (mm)                              | 63,1          | 52,8          | 49,7         | 53,4         | 59,4         | 58           | 51,1         | 59,6         | 54,3         | 78,9         | 78,7         | 81,3         | 740,3      |
| dont nombre de jours avec précipitations ≥ 1 mm  | 11,6          | 11,2          | 10           | 10           | 9,5          | 8,6          | 8            | 8,3          | 9,1          | 12,2         | 13,4         | 14,2         | 126,1      |
| dont nombre de jours avec précipitations ≥ 5 mm  | 4,9           | 3,7           | 3,4          | 3,7          | 4,1          | 3,5          | 2,9          | 3,5          | 3,7          | 5,4          | 5,6          | 5,9          | 50,3       |
| dont nombre de jours avec précipitations ≥ 10 mm | 1,3           | 1             | 1,3          | 1,2          | 1,9          | 1,6          | 1,2          | 1,7          | 1,5          | 2,3          | 2,3          | 2,1          | 19,5       |
| Nombre de jours avec neige                       | 2,7           | 3,3           | 1,6          | 0,6          | 0            | 0            | 0            | 0            | 0            | 0,1          | 0,9          | 2,7          | 12         |

| Ville             | Ensoleillement · (h/an) | Pluie · (mm/an) |
| ----------------- | ----------------------- | --------------- |
| Médiane nationale | 1 852                   | 835             |
| Caen              | 1 691,2                 | 739.9           |
| Paris             | 1 717                   | 634             |
| Nice              | 2 760                   | 791             |
| Strasbourg        | 1 747                   | 636             |
| Brest             | 1 555                   | 1 230           |
| Bordeaux          | 2 070                   | 987             |